# Otto Almstadt

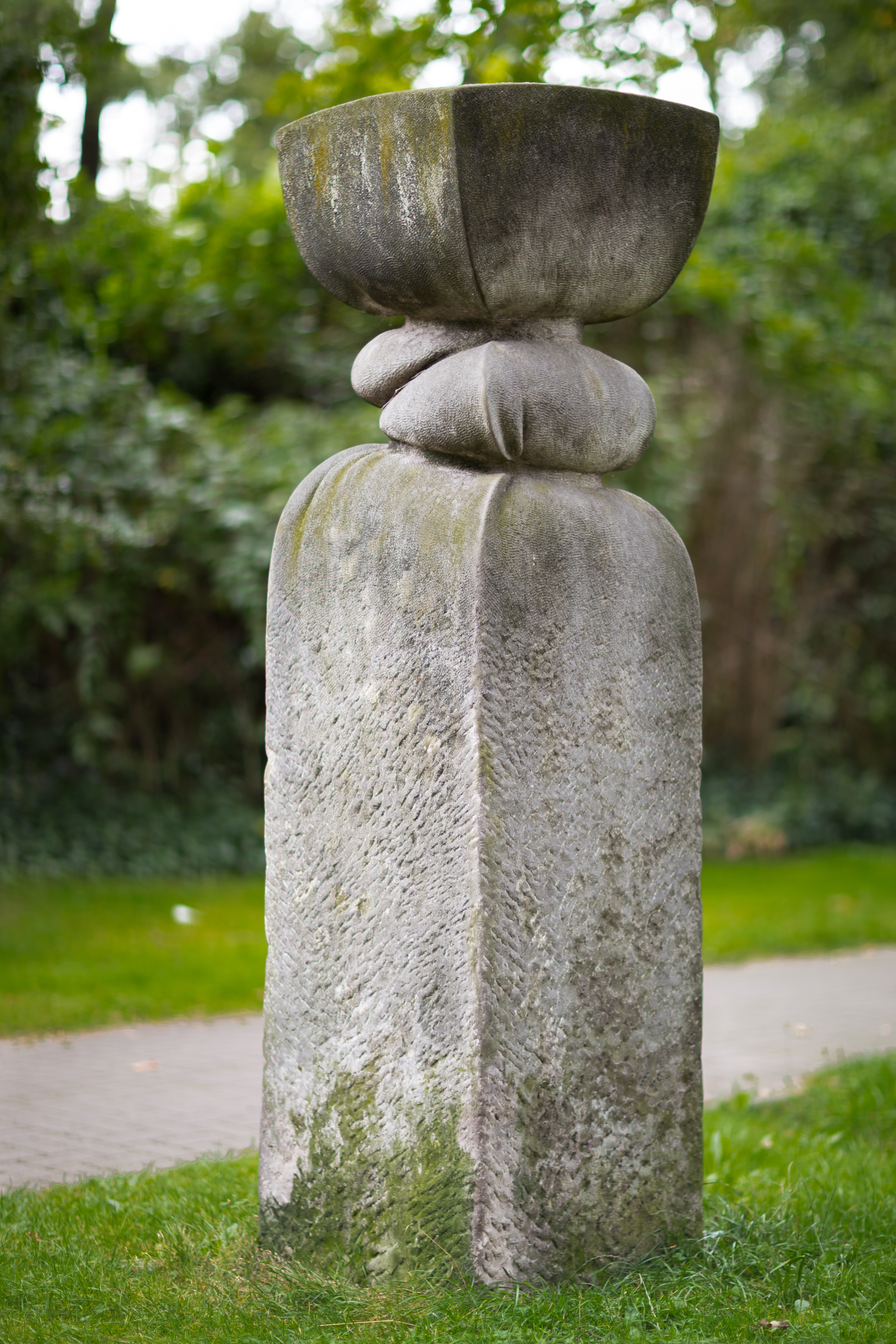
Skulptur Einschnürung (1972) am Zoo Hannover

Otto Almstadt (* 25. Januar 1940 in Einbeck; † 23. Dezember 2023) war ein deutscher Bildhauer.

## Leben und Werk
Almstadt studierte von 1960 bis 1964 an der Werkkunstschule Hannover bei Helmut Rogge. Später war er Meisterschüler von Emil Cimiotti an der Hochschule für Bildende Künste Braunschweig (HfBK). Von 1980 bis 2003 hatte Almstadt eine Professur an der HAWK Hochschule für angewandte Wissenschaft und Kunst Hildesheim/Holzminden/Göttingen inne. Ab 2004 lebte er in Gronau (Leine)-Wallenstedt / Landkreis Hildesheim.
Almstadt gründete 1971 gemeinsam mit Moritz Bormann die Gruppe Kontakt-Kunst Hildesheim. Zu fast allen Kontakt-Kunst-Aktionen erschienen Kataloge. 1980 erschien die Anthologie KONTAKT-KUNST – 10 Jahre Aktionen der Hildesheimer Bildhauergruppe, herausgegeben von Almstadt, Moritz Bormann und Hans-Werner Kalkmann (später: Hans-Oiseau Kalkmann).
Der Zivilcourage-Preis der Stadt Hildesheim ist ausgestattet mit einer vom Künstler Almstadt entworfenen Skulptur. Einige der Arbeiten Almstadts wurden schon gestohlen.

## Einzelausstellungen
Zu den mit «K» gekennzeichneten Ausstellungen erschien ein Katalog.
- 1967 Galerie Groh, Oldenburg
- 1985 BBK Galerie im Künstlerhaus Hannover
- 1988 Kunstverein HildesheimK
- 1990 Galerie der Künstlergruppe arche e.V., Hameln (ebenso 2011)
- 1992 Kunstverein Bad Salzdetfurth
- 2000 Kunstkreis Hameln
- 2001 Kunstverein Bad Salzdetfurth (ebenso 2003)K
- 2015 Kunsthaus Einbeck[6]
- 2022 Otto Almstadt – Skulpturen aus 60 Jahren, Alte Synagoge, Einbeck[7]

## Kunstpreise und Stipendien
- 1963 1. Preis Gedenkmedaille zur Einweihung der Sporthalle Hannover
- 1966 Preisträger des Neuen Forums Bremen, Paula-Modersohn-Becker-Haus
- 1976 Preis des Deutschen Industrieverbandes für die Gruppe Kontakt-Kunst Hildesheim; 1. Preis Wettbewerb Marktplatzbrunnen, Paderborn (mit Moritz Bormann)
- 1979 Arbeitsstipendium des Landes Niedersachsen in der Künstlerstätte Bleckede
- 1982 1. Preis im Wettbewerb „Tier“ der Arbeitsgruppe Kunsthandwerk Hildesheim
- 1987 1. Preis Brunnenwettbewerb, Landeskrankenhaus Moringen
- 1989 1. Preis Brunnenwettbewerb, Mülheim an der Ruhr
- 1991 1. Preis Wettbewerb Roselies-Kaserne, Braunschweig